# Teatro físico

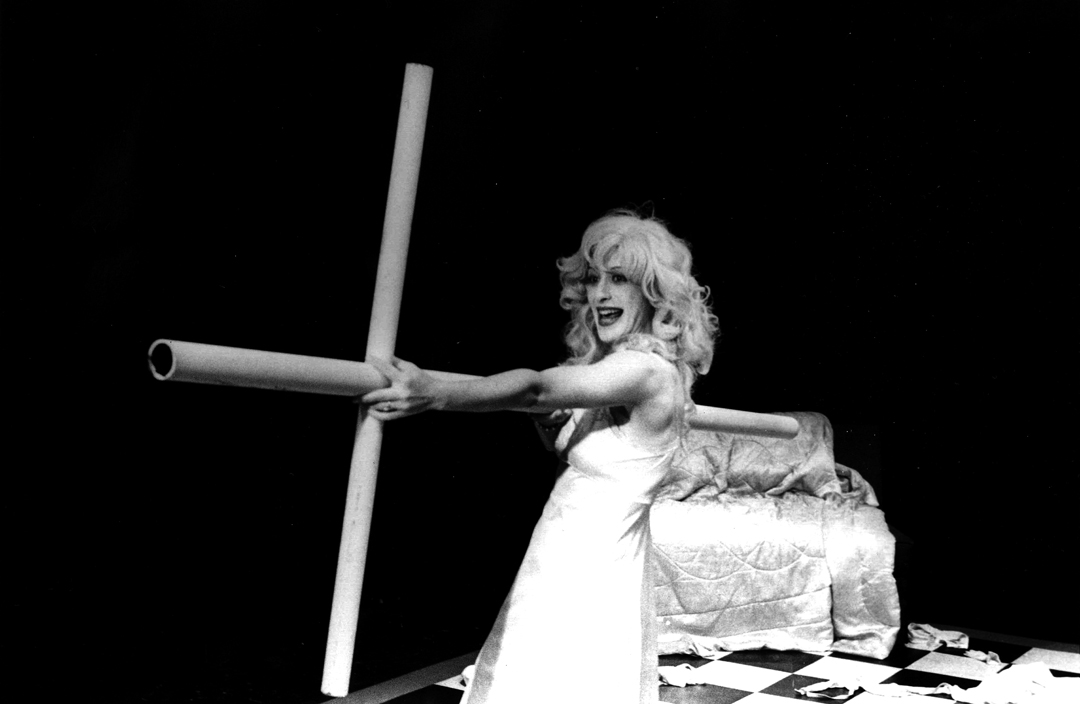
Robin Bittman en 1981, en una escena de la obra de Tom Eyen The White Whore and the Bit Player, interpretada por la compañía de teatro experimental Corner Theatre ETC, dirigida por Brad Mays.

El teatro físico es todo aquel teatro cuyo principal medio de creación y expresión es el cuerpo como la danza, el mimo, la acrobacia o las artes marciales, en lugar de los aspectos psicológicos en la creación del personaje.
Al ser una forma de teatro menos literal, potencia la imaginación y capacidad de sugestión del espectador. El teatro físico suele considerarse un teatro experimental, opuesto al naturalismo y el realismo, que busca generar experiencias más visuales, sensoriales y viscerales en el espectador. El teatro físico no corresponde a un único estilo que pueda caracterizarse, sino a una diversidad de trabajos, que comúnmente comparten ciertos puntos en común:
- El énfasis en el actor como creador, en lugar del actor como intérprete.
- El proceso de creación es un trabajo colaborativo.
- El proceso de práctica es somático.
- La relación escenario-espectador es abierta.
- La vivencia del medio teatral es primordial.

## Historia

### Orígenes
Si bien el término «teatro físico» surgió en el siglo XX, dentro de sus orígenes se pueden mencionar la comedia del arte italiana o el teatro nō japonés. Ambas tradiciones, junto a las artes circenses, inspiraron entre otros al francés Jacques Copeau (1879-1949), quien ejerció una importante influencia en el teatro físico que se desarrollaría durante el siglo XX.

### Siglo XX

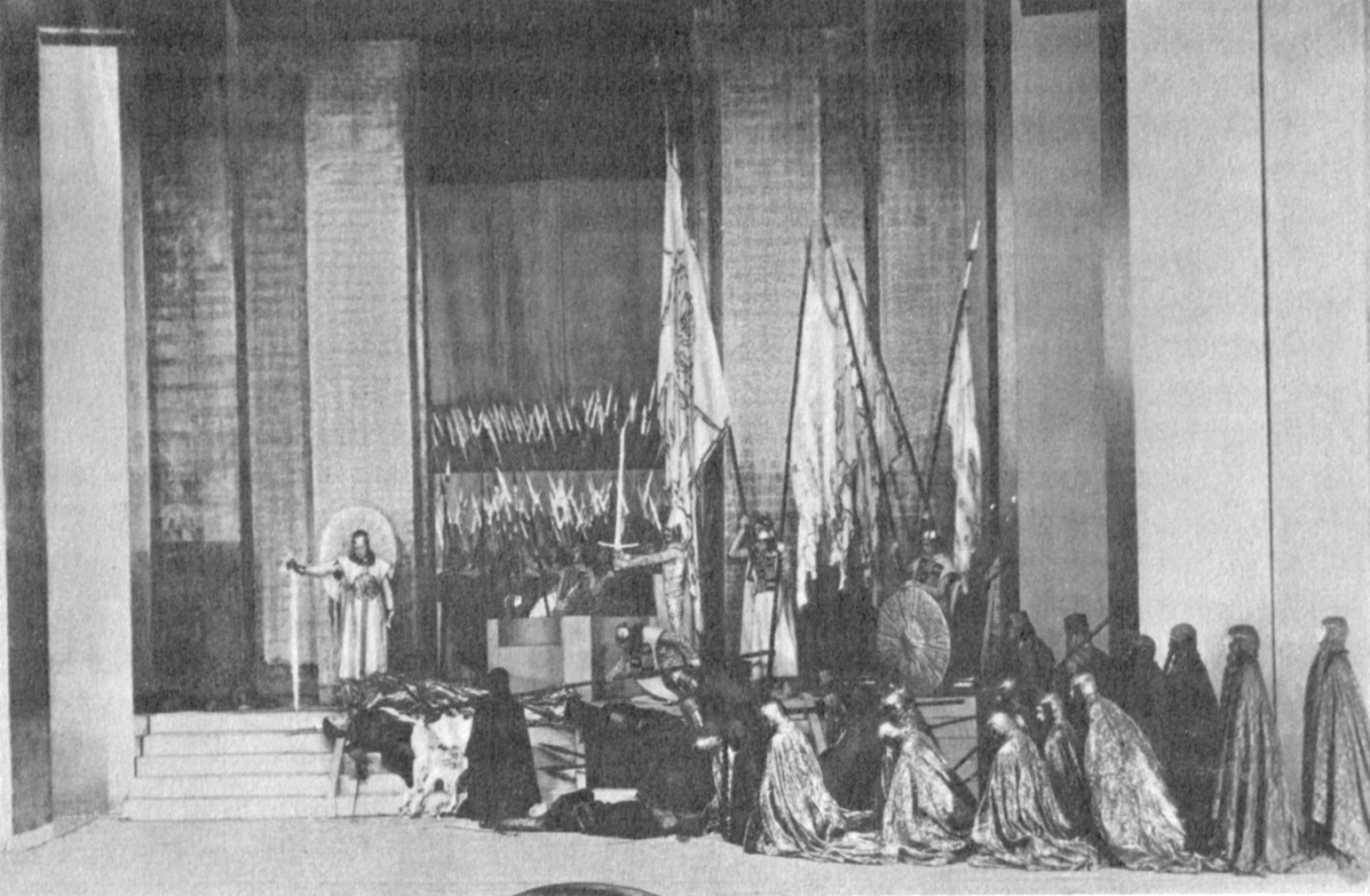
Escena final de Hamlet en el Teatro de Arte de Moscú, en 1911, dirigida por Gordon Craig. Destaca el uso de distintos niveles.

Durante la primera mitad del siglo XX, en Europa afloraron diversos procesos rupturistas modernistas y vanguardistas que cuestionaron las maneras más naturalistas y realistas del arte. Se comenzó a priorizar el «cómo ver», por sobre el «qué ver». De manera análoga al cubismo en la pintura, aparecieron diversos creadores y teóricos teatrales que comenzaron a experimentar con el cuerpo para sus creaciones escénicas, como una manera de romper con el dominio del texto y la literalidad. Así, Edward Gordon Craig (1872-1966) se manifestó en contra del instaurado método de Konstantín Stanislavski (1863-1938) para el desarrollo de personajes a partir de la observación y la imitación. Craig, conocido como el «padre del teatro moderno», abogó por la simpleza escenográfica, la decoración inanimada, el uso de accesorios móviles y de la iluminación protagónica, así como el entrenamiento físico de los intérpretes, basado en juegos e improvisación.
Fue justamente uno de los alumnos de Stanislavski, Vsévolod Meyerhold (1874-1940), quien desarrolló la biomecánica, como una innovadora técnica para el desarrollo del teatro físico. Antonin Artaud (1896-1948) buscó romper totalmente con el realismo, y fue mucho más allá de Craig en cuanto a la simpleza escenográfica, al punto de prescindir de toda arquitectura teatral, para dejar solo un espacio que debía ser llenado por la acción y el sonido, dejando a la palabra como un elemento meramente utilitario.
El francés Étienne Decroux (1898-1991), por su parte, inspirado en el trabajo de máscaras de Copeau, profundizó en la teoría y la práctica del mimo, desarrollando junto a su colaborador Jean-Louis Barrault (1910-1994), este último inspirado a su vez en Artaud, el mimo corporal que se imparte hoy en muchas escuelas de teatro como complemento a la formación del actor, o de manera especializada como en la escuela MOVEO. Otro francés contemporáneo a Decroux, Jacques Lecoq (1921-1999), también profundizó en el mimo, así como en otras técnicas de movimiento, creando su propio «método Lecoq». Las técnicas de estos franceses influyeron en diversos países de Europa. Lecoq solía decir que «el cuerpo conoce cosas que la mente ignora».
Poco después vinieron otros importantes teóricos, como Joan Littlewood (1914-2002), Peter Brook (1925), Jerzy Grotowski (1933-1999) y Eugenio Barba (1936), quienes fueron influenciados tanto por sus predecesores occidentales inmediatos como por las formas teatrales asiáticas. Brook, en su libro El espacio vacío pone énfasis en aquellos impulsos que hacen aflorar a las palabras. Para Barba, por su parte, la verdadera creatividad reside en lo pre-expresivo, vale decir, en aquello que es anterior a la palabra.

### Teatro físico contemporáneo

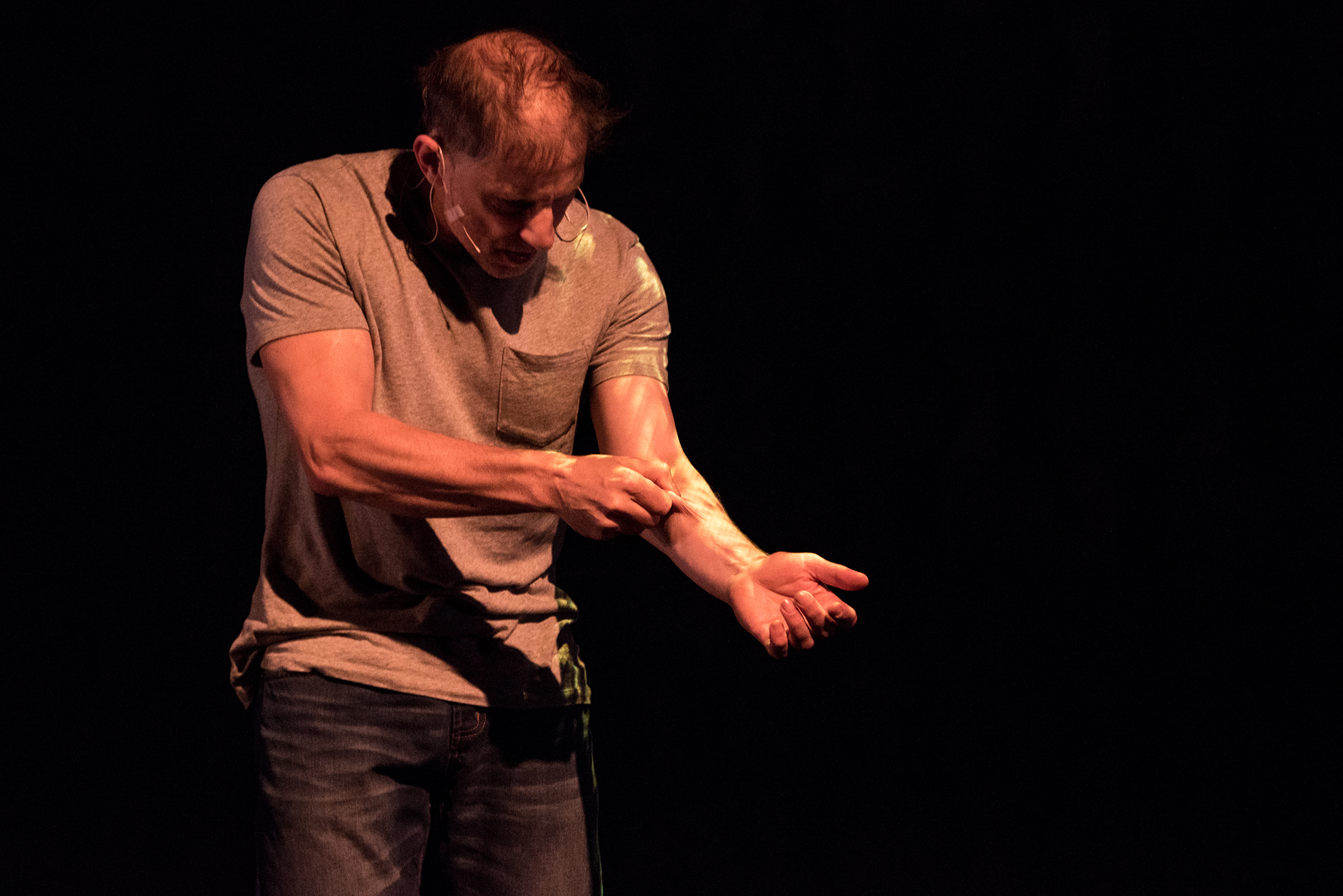
Escena de una obra de Théâtre de Complicite.

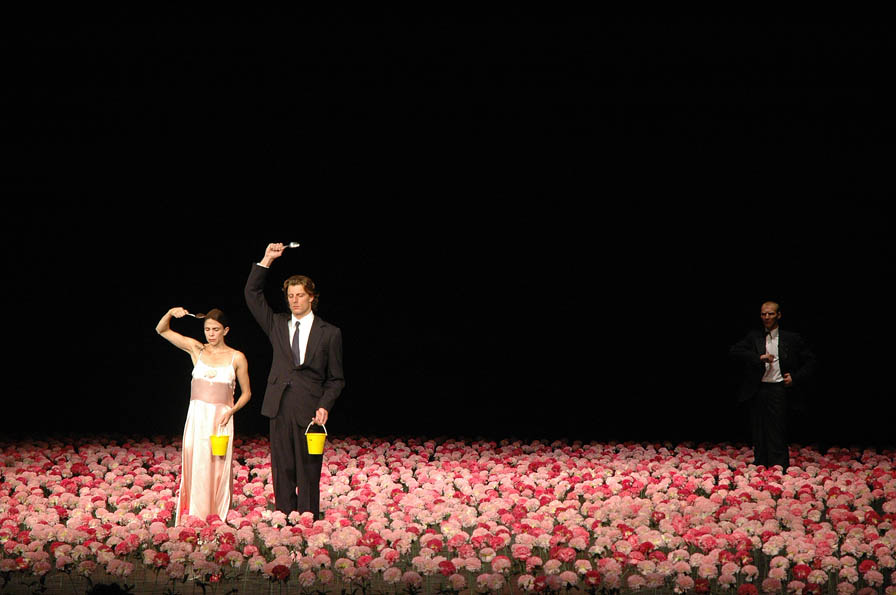
La compañía de danza teatro Tanztheater de Pina Bausch se entrecruza fuertemente con el teatro físico.

Parte del teatro físico contemporáneo lo conforma el llamado «nuevo mimo», inspirado en las técnicas originales de Decroux y Lecoq. Este último entrenó a numerosos artistas que continuaron desarrollando el teatro físico, entre ellos Steven Berkoff (1937), quien en los años 1970 llevó el método de Lecoq hasta Londres, Ariane Mnouchkine, Philippe Gaulier y los miembros fundadores de la compañía francesa Théâtre de Complicite.

En el Reino Unido, además del aporte de Berkoff, surgieron diversas compañías como el Foursight Theatre, cuyos miembros se inspiraron en el trabajo de Grotowski, que conocieron durante sus estudios en la Universidad de Exeter. En Londres, la compañía Told by an Idiot se inspiró en el trabajo de John Wright, con quien estudiaron en la Universidad de Middlesex, mientras que el sobrino de Copeau, Michel Saint-Denis (1897-1971) fundó el Old Vic Theatre School en la misma capital inglesa.
La primera compañía que utilizó el término «teatro físico» de manera explícita en su nombre fue DV8 Physical Theatre, fundada en 1986 por el australiano Lloyd Newson, para quien el término proviene de Grotowski. DV8 es también considerada como la primera compañía británica de danza teatro, conocido por el trabajo de la compañía Tanztheater («teatro de danza», en alemán) de Pina Bausch.
Otros ejemplos de compañías de teatro físico destacadas son Moving Picture Mime Show, Trestle Theatre, The Right Size, Bouge-de-la, Reject's Revenge, David Glass Ensamble, Improbable Theatre; Kaos Theatre, Frantic Assembly y Volcano Theatre, Cartaphilus Teatro de Luis Ibar en Latinoamérica, estas últimas con influencias más variadas.